# عين الكبيرة (ولاية سطيف)
عين الكبيرة إحدى بلديات ولاية سطيف الجزائرية، يبعد مقر البلدية عن عاصمة الولاية سطيف، بنحو 28 كلم، وهي مقر دائرة بنفس الاسم. تحدها من الشمـال سرج الغول وبابور، من الشرق بلدية الدهامشة من الغرب بلدية عموشة من الجنوب اولاد عدوان وبني فـــودة تبلغ مساحتها 73 كلم مربع عدد سكانها 32 ألف نسمة تقريباً
(إحصاء سنة 2008). وهي مدينة تقع في منحدر جبلي بين جبل بابور (2005 م) وجبل مقرس (1760م)

## الشخصيات المرتبطة
بلعيد عبد السلام: رئيس الحكومة السابق، ووزير الاستشمار في فترة رئاسة بومدين من مواليد عين الكبيرة.

## رؤساء البلدية
حسب قانون الانتخابات الجزائري يتم إجراء انتخابات شعبية كل 5 سنوات لانتخاب رئيس للبلدية
- 2002 - 2007: رابح لقديم
- 2007 - 2012 : عبد الوهاب بلغربي
- 2012 - 2017 : رابح لقديم[2]
- 2017 - : عبد الوهاب بلغربي[3]

- عين الكبيرة
- تتميز بلدية عين الكبيرة بمناخ البحر الابيض المتوسط اي شتاء بارد , يمتاز بمطر و ثلج كثيف لعدة ايام متتالية ,اما صيفا , فتتميز بمناخ حار وجاف